# Ostre (Silésie)
Pour les articles homonymes, voir Ostre.
Ostre est une localité polonaise de la gmina de Lipowa, située dans le powiat de Żywiec en voïvodie de Silésie.

## Géographie
Ostre est un village du district administratif de gmina de Lipowa, dans le powiat de Żywiec, en voïvodie de Silésie, dans le sud de la Pologne, situé à environ 10 kilomètres à l'ouest de Żywiec et à 66 km au sud de la capitale régionale Katowice.
La superficie du village est de 701 ha, et la population en 2020 était de 438 habitants, ce qui donne une densité de population de 62,5 habitants/km2.
À l'intérieur de ses frontières se trouve le versant oriental de la branche latérale de la chaîne de la Vistule, qui s'étend de Magurka Wiślańska (pl), en passant par Magurka Radziechowska (pl), Muronka jusqu'à Ostre (946 m d'altitude). Le sommet large et ondulé de la crête culmine aux altitudes de 943 et 964 m au-dessus du niveau de la mer. Les pentes concaves descendant vers les vallées de Twardorzeczka et de Leśna sont mal découpées.

## Histoire
Ostre a été fondée comme village agricole au début du XVIIe siècle sur les pentes du mont Ostre, dans les Beskides de Silésie (pl), et s'appelait à l'origine Podostre. En 1625, 15 colons y vivaient. Dans les années 1975-1998, la ville appartenait administrativement à la voïvodie de Silésie.

## Tourisme
Plusieurs circuits de randonnée partent d'Ostre ou le traversent :
- Ostre-Skrzyczne (pl) (circuit bleu) – 2:15 h (retour 1:30 h)
- Ostre-Malinowska Skała (pl) (circuits jaune et vert) – 2:30 h (retour 1:50 h)
- Ostre-Magurka Radziechowska (pl) (circuit vert) – 2:25 h (retour 1:40 h)
- Ostre-Barania Góra (pl) (circuits vert et rouge) – 3:40 h (retour 3:00 h)